# 타라우마라족
타라우마라족(Tarahumara) 또는 자기명칭 라라무리족(Rarámuri)은 멕시코 치와와주 등지에 분포한 원주민족이다. 장거리 달리기 능력이 뛰어난 민족으로 잘 알려져 있다. 2006년 기준 인구는 약 5만명에서 7만명 사이로 추산되나 명확하지 않다.
과거 치와와의 넓은 지역에 걸쳐 분포했으나 스페인 세력이 들어오면서 높은 시에라 또는 계곡 지대로 활동 영역이 밀려났다. 그러나 이들은 오랫동안 강한 저항을 보여 광산을 세우기 위해 들어온 식민세력이나 선교사들에게 잘 동화되지 않았고, 현재도 많은 인구가 계곡 지대에서 전통적인 삶의 방식을 유지하고 살고 있다. 이들은 옥수수나 콩과 같은 작물을 재배하기도 하지만, 소, 양, 염소를 목축하다가 해마다 이목하는 경우가 흔하다.
스페인어의 강한 영향을 받고 있으나 여전히 많은 타라우마라족 인구는 고유 언어인 타라우마라어를 사용한다. 타라우마라어는 유트아즈텍어족에 속한 언어로, 자기명칭인 rarámuri는 본래 자기 민족의 남성을 가리키는 말이다.
이들의 종교관은 토착 전통과 로마 가톨릭 신앙이 혼합된 형태를 보인다.

## 달리기
이들은 마을 간의 운송이나 통신, 또는 사냥을 위해 뛰어난 장거리 달리기 기술을 터득한 것으로 잘 알려져 있으며, 길게는 이틀에 걸쳐 최대 320 km를 달린다. 이들이 전통적으로 신고 다니는 와라체(huarache)라는 샌들은 세계적으로 많은 관심과 연구의 대상이 되었다. 또 이들의 장거리 달리기는 축제나 경쟁의 의미를 가지기도 하며, 이들의 달리기 대회는 짧게는 수 시간에서 길게는 이틀에 걸쳐 이루어지기도 한다.

## 같이 보기
- 타라우마라어